# Зона комфорту
Зо́на комфо́рту — область життєвого простору в якому людина почуває себе впевнено та безпечно. Іншими словами, зона комфорту — це стан психологічної захищеності, який виникає через послідовність звичних дій та отримання передбачуваного результату.
Стабільності та впевненості у завтрашньому дні прагне кожна людина. Однак, як тільки вона досягає цього, то окреслює собі певні рамки за межі яких потім не виходить, оскільки там їй досить спокійно та комфортно.
Проте такий комфорт буває досить оманливим і небезпечним, адже людина зупиняється в розвитку, терпить незручності та обмеження заради стабільності (наприклад, низьку заробітну плату, проблеми в сім'ї та ін.). Будь-які зміни — це ризик, а навіщо ризикувати, якщо є стабільність. Така думка стримує багатьох від того щоб спробувати змінити щось у своєму житті. Але з іншого боку:
-будь-які зміни — це досвід подолання труднощів;
-завдяки новому досвіду вирішення складних задач людина розвивається і отримує нові можливості;
-розвиток — це шлях до успіху, до щастя та до самореалізації.
Саме тому зона комфорту вважається негативним станом, який заважає отриманню людиною нового життєвого досвіду.

## Вихід із зони комфорту
Для виходу із зони комфорту потрібні нетипові вчинки, які викликають дискомфорт або небажання їх виконувати. Серед таких можуть бути:
1. Нові знайомства.
2. Зміна звичних дрібниць (перестановка меблів, зміна зачіски, та ін.).
3. Реалізація давніх мрій.
4. Відмова від ряду звичок.
5. Нові вміння, навички та враження.
6. Подорожі у нові незвичні місця.
7. Незаплановані поїздки.